# Канело, Алексис
Педро Алексис Канело (исп. Pedro Alexis Canelo; родился 3 февраля 1992 года, Сан-Мигель-де-Тукуман, Аргентина) — аргентинский футболист, нападающий клуба «Тихуана».

## Клубная карьера
Канело начал карьеру в клубе «Альмиранте Браун». 17 июня 2012 года в матче против «Бока Унидос» он дебютировал в аргентинской Примере B. В этом же поединке Алексис забил свой первый гол за «Альмиранте Браун». В начале 2015 года он перешёл в «Кильмес». 27 марта в матче против «Атлетико Сармьенто» Канело дебютировал в аргентинской Примере, заменив Диего Буонанотте. 6 июня в поединке против «Архентинос Хуниорс» он забил свой первый гол за «Кильмес».
В начале 2016 года Канело перешёл в мексиканский «Чьяпас». 16 января в матче против «Сантос Лагуна» он дебютировал в мексиканской Примере. 20 января в поединке Кубка Мексики против Лобос БУАП Алексис забил свой первый гол за «Чьяпас».
Летом 2016 года Канело на правах аренды перешёл в «Пуэблу». 17 июля в матче против «Монтеррея» он дебютировал за новую команду. В этом же поединке Алексис забил свой первый гол за «Пуэблу». 28 сентября в матче Кубка Мексики против «Леонес Негрос» он сделал «дубль».